# 辻亞彌乃
辻亞彌乃（日语：、1978年1月6日—）是日本京都府出生的女性創作歌手。以短髮、戴眼鏡模樣，及使用烏克麗麗演奏為其個人特徵。

## 經歷
青年期就讀京都市立銅駝美術工藝高等學校時，辻亞彌乃開始加入學校的民歌社。起初辻亞彌乃曾嘗試演奏吉他，之後因個人手掌不夠大的問題而改練尺寸較小的烏克麗麗。
在入學龍谷大學後，辻亞彌乃曾組成名為「晴朗」的民歌樂團在當地辦過一些駐唱的活動。之後於1998年與LD&K Records唱片公司簽約，在當年10月發行了第一張與樂團同名的迷你專輯後改以個人身份演出。隔年則成為Victor Entertainment Inc.旗下的歌手。
2001年辻亞彌乃將頭上的長髮剪去，改以以短髮模樣亮相。之後在2002年替吉卜力工作室動畫《貓的報恩》提供片尾曲《幻化成風》後，創下之前個人音樂作品銷售最好的成績。
之後除為2008年劇場動畫《超劇場版 Keroro軍曹 3 Keroro VS Keroro 天空大決戰》提供片尾曲《不可能的奇蹟》外，並也有在漫畫《魁！！男塾》所改編的2008年真人電影裡；客串演出一名彈奏烏克麗麗的女孩。另在2009年慶祝出道十週年，發行了個人生涯第2張精選專輯。
2015年6月22日结婚。2017年4月24日得子。

## 音樂作品

### 單曲
- 苜蓿草：2000年1月26日
- 嚮往你的心：2000年10月18日
- 獻給你的感激：2001年3月1日
- 戀人同士：2001年11月21日
- 愛的碎片☆戀的碎片：2002年2月27日
- 幻化成風：2002年6月27日
- 雨音：2003年1月22日
- 在櫻花樹下：2003年3月19日
- 預想中的羅曼史：2003年5月21日
- 遊行：2003年12月17日
- 春風：2005年4月6日
- 閃亮一日/愛的真夏：2005年6月22日
- 打勾勾的約定/星空下的聖誕夜：2005年10月5日
- 再見我愛你：2006年12月6日
- 不可能的奇蹟：2008年2月20日

### 原創專輯
- 春天在遙遠的夢想中：2000年3月15日
- 春蜜柑：2001年4月18日
- BALANÇO：2002年4月17日
- 戀戀風歌：2003年5月21日
- CALENDAR CALENDAR：2005年11月23日
- Sweet, Sweet Happy Birthday：2007年12月19日
- 在彩虹花綻放時：2010年9月8日
- Oh!SHIGOTO Special：2012年10月24日

### 迷你專輯
- 晴朗：1998年10月10日
- 對於你的感情：1999年9月22日
- 起始：2006年9月27日

### 翻唱專輯
- COVER GIRL：2004年5月19日
- COVER GIRL 2：2008年9月24日

### 精選專輯
- 戀情眼鏡：2002年12月11日
- 辻亞彌乃精選集：2006年7月5日
- 辻亞彌乃獻上的禮物～10年精選～：2009年9月16日

## 其它
- 女性插畫家是辻亞彌乃的中學同學。
- 辻亞彌乃個人喜好的食物為麵類，興趣為電影及自行車健行，[9]喜愛的漫畫則是《魁！！男塾》。[6]

## 外部連結
- （日語）辻亞彌乃官方網站 （页面存档备份，存于）
- （日語）辻亞彌乃的個人部落格 （页面存档备份，存于）
- （日語）辻亞彌乃的特別發行款式烏克麗麗琴「Ayano Ukulele」 （页面存档备份，存于）